# Cyphocharax
Cyphocharax é um gênero de peixes nativos da América do Sul, pertencentes à família  Curimatidae.

## Espécies existentes
Atualmente são reconhecidas 41 espécies pertencentes à este gênero:
- Cyphocharax abramoides (Kner, 1858)
- Cyphocharax aninha Wosiacki & D. P. S. Miranda, 2014 [1]
- Cyphocharax aspilos Vari, 1992
- Cyphocharax biocellatus Vari, Sidlauskas & Le Bail, 2012 [2]
- Cyphocharax derhami Vari & F. Chang, 2006
- Cyphocharax festivus Vari, 1992
- Cyphocharax gangamon Vari, 1992
- Cyphocharax gilbert (Quoy & Gaimard, 1824)
- Cyphocharax gillii (C. H. Eigenmann & C. H. Kennedy, 1903)
- Cyphocharax gouldingi Vari, 1992
- Cyphocharax helleri (Steindachner, 1910)
- Cyphocharax jagunco Dutra, Penido, G. C. G. Mello & Pessali, 2016 [3]
- Cyphocharax laticlavius Vari & Blackledge, 1996
- Cyphocharax leucostictus (C. H. Eigenmann & R. S. Eigenmann, 1889)
- Cyphocharax lundi Dutra, Penido, G. C. G. Mello & Pessali, 2016 [3]
- Cyphocharax magdalenae (Steindachner, 1878)
- Cyphocharax meniscaprorus Vari, 1992
- Cyphocharax mestomyllon Vari, 1992
- Cyphocharax microcephalus (C. H. Eigenmann & R. S. Eigenmann, 1889)
- Cyphocharax modestus (Fernández-Yépez, 1948)
- Cyphocharax multilineatus (G. S. Myers, 1927)
- Cyphocharax nagelii (Steindachner, 1881)
- Cyphocharax nigripinnis Vari, 1992
- Cyphocharax notatus (Steindachner, 1908)
- Cyphocharax oenas Vari, 1992
- Cyphocharax pantostictos Vari & Barriga-S., 1990
- Cyphocharax pinnilepis Vari, Zanata & Camelier, 2010
- Cyphocharax platanus (Günther, 1880)
- Cyphocharax plumbeus (C. H. Eigenmann & R. S. Eigenmann, 1889)
- Cyphocharax punctatus (Vari & Nijssen, 1986)
- Cyphocharax saladensis (Meinken, 1933)
- Cyphocharax sanctigabrielis B. F. Melo & Vari, 2014 [4]
- Cyphocharax santacatarinae (Fernández-Yépez, 1948)
- Cyphocharax signatus Vari, 1992
- Cyphocharax spilotus (Vari, 1987)
- Cyphocharax spiluropsis (C. H. Eigenmann & R. S. Eigenmann, 1889)
- Cyphocharax spilurus (Günther, 1864)
- Cyphocharax stilbolepis Vari, 1992
- Cyphocharax vanderi (Britski, 1980)
- Cyphocharax vexillapinnus Vari, 1992
- Cyphocharax voga (R. F. Hensel, 1870)